# Costinești (gmina)
Costinești – gmina w Rumunii, w okręgu Konstanca. Obejmuje miejscowości Costinești i Schitu. W 2011 roku liczyła 2866 mieszkańców.